# Tourisme dans l'Eure
Le tourisme dans l'Eure est l'un des moteurs de l'économie du département et de la Normandie.

## Tourisme historique
- Abbaye Notre-Dame de Fontaine-Guérard
- Abbaye Notre-Dame du Bec au Bec-Hellouin
- Cathédrale Notre-Dame d'Évreux
- Château-Gaillard aux Andelys
- Château de Beaumesnil
- Château de Gaillon
- Château d'Ivry-la-Bataille
- Château de Vascœuil
- Giverny
- Lyons-la-Forêt
- Moulin de Hauville
- Pont-Audemer

## Tourisme gastronomique
De plus en plus, la gastronomie normande attire les touristes à la recherche de « produits du terroir » (calvados dans le pays d'Auge notamment). Le tourisme à la ferme se développe beaucoup.

## Tourisme écologique
- Le parc naturel régional des Boucles de la Seine normande, situé entre Rouen et Le Havre
- Voies vertes du département [1]
- La Ferme du Bec-Hellouin

## Répartition des lits marchants dans l'Eure
Nombre d’hôtels et capacités en chambre dans l’Eure en 2019 (source insee)
|             | Hotels | Chambres |
| 1 étoile    | 0      | 0        |
| 2 étoiles   | 19     | 461      |
| 3 étoiles   | 29     | 1041     |
| 4 étoiles   | 8      | 232      |
| 5 étoiles   | 0      | 0        |
| Non classés | 24     | 607      |
| Total       | 80     | 2341     |

Nombre de campings et capacités en lits dans l’Eure en 2019 (source insee)
|             | Terrains | Emplacements |
| 1 étoile    | 3        | 192          |
| 2 étoiles   | 8        | 443          |
| 3 étoiles   | 9        | 1189         |
| 4 étoiles   | 6        | 1189         |
| 5 étoiles   | 1        | 290          |
| Non classés | 7        | 722          |
| Total       | 34       | 4025         |

Nombre d’hébergements collectifs (résidence de tourisme et autre) en 2019 (source insee)
|                       | Hébergements | Nombre de lits |
| Résidence de tourisme | 6            | 5081           |
| Total                 | 6            | 5081           |